# سفیدبرفی و هفت دزد
سفیدبرفی و هفت دزد (ایتالیایی: Biancaneve e i sette ladri) فیلمی ایتالیایی در سبک کمدی به کارگردانی جاکومو جنتیلومو محصول سال ۱۹۴۹ است. این فیلم کمابیش بر اساس رمان کوتاه دزد (ایتالیایی: Il ladro) نوشته آنتون جرمانو روسی ساخته شده‌است.